# بيل بي 50 (سيارة)
بيل بي 50 (بالإنجليزية peel p50) هي سيارة إنجليزية صنعت بين عامي 1960 و1965 من قبل شركة شركة بيل الهندسية The Peel Engineering. صممت لتحمل راكباً واحداً فقط وعلى الأغلب لاستخدامها داخل المدينة.

## مواصفات السيارة
طولها 54 بوصة (137 سـم) وعرضها 39 بوصة (99 سـم)، وهي بثلاث عجلات فقط، واحدة في المؤخرة واثنتان في الأمام، ومحرك بقوة 49 سي سي وعزم 4 أحصنة يعطي سرعة قصور تبلغ 61 كلم في الساعة واستهلاك الوقود جالون لكل 100 ميل، وفيها علبة تروس ثلاث سرعات بدون امكانية العودة للخلف
صنفت السيارة على أنها أصغر وأرخص سيارة في العالم بسعر 199 جنيه استرليني في ذلك الوقت .

## الوضع القانوني
لطالما كان بيل بي 50 الأصلية قانونية للطرق في المملكة المتحدة، على الرغم من أن العديد من النسخ المتماثلة تصنف على أنها Kitcars وعلى هذا النحو، تتطلب فحص MSVA للدراجة البخارية ذات 3 عجلات أو رباعية العجلات. إنه أمر قانوني في الشوارع في الولايات المتحدة. تم تصدير السيارة إلى دول أخرى، في بعض الأحيان يتم تصنيفها على أنها دراجة بخارية صغيرة (مثل P50 التي ذهبت إلى فنلندا). يوجد في هولندا نوعان أصليان من ترايدنت مسجلين كدراجة ثلاثية العجلات، ولكن تم تسجيل نسخة طبق الأصل من ترايدنت بمحرك 50 سي سي وسرعة قصوى تبلغ 59 كم / ساعة (37 ميلاً في الساعة) كدراجة بخارية صغيرة. يوجد في متحف ريبلي صدق أو لا تصدق واحدًا في أمستردام. نظرًا لقواعد المرور المحلية، قد لا يتم قيادتها على مسار الدراجة. في Wassenaar، كان متحف Louwman يحتوي على بيل بي 50 أصلية معروضة ؛ كان على ملصق معرض "Dwarfcar".

## معرض الصور

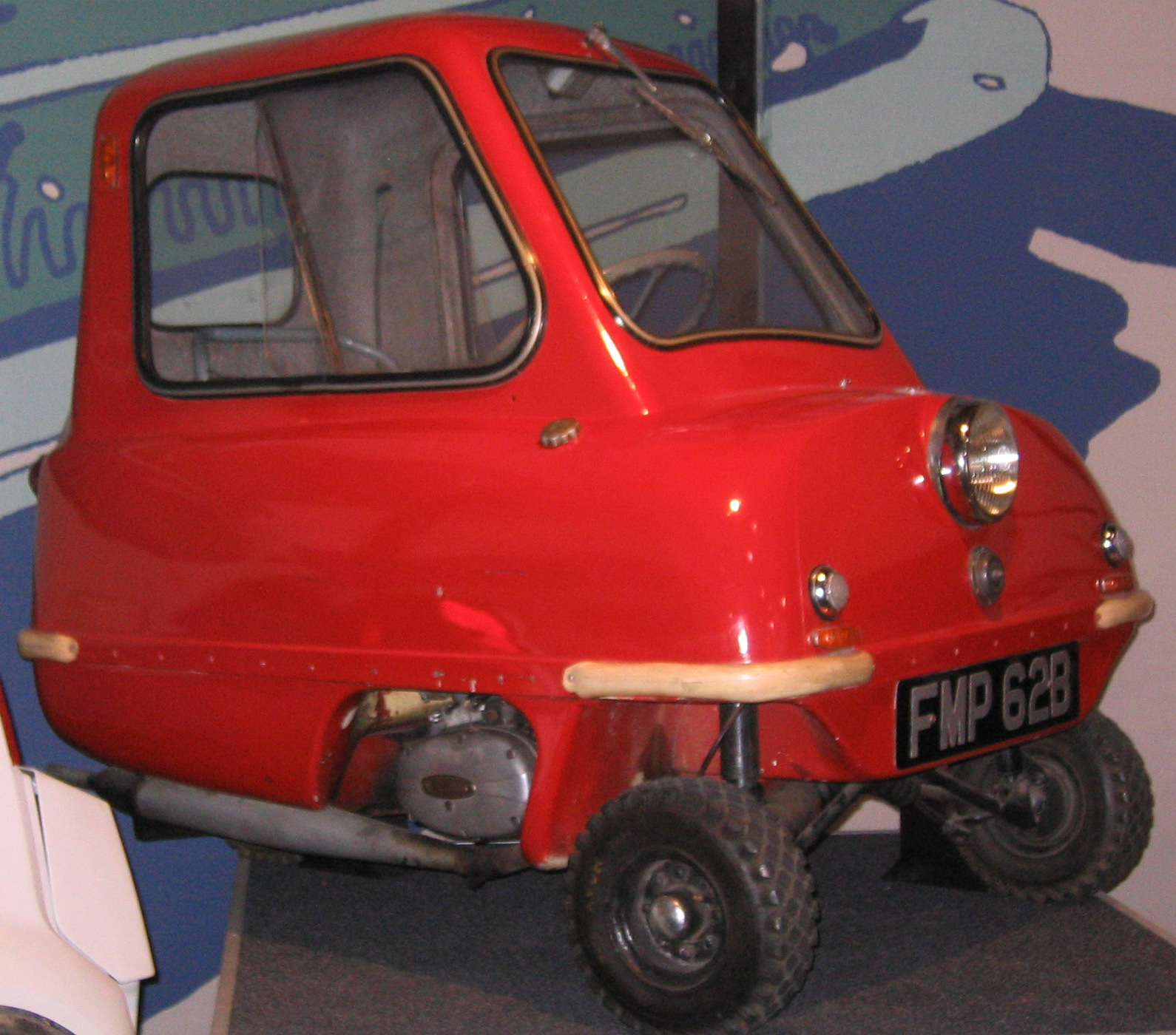
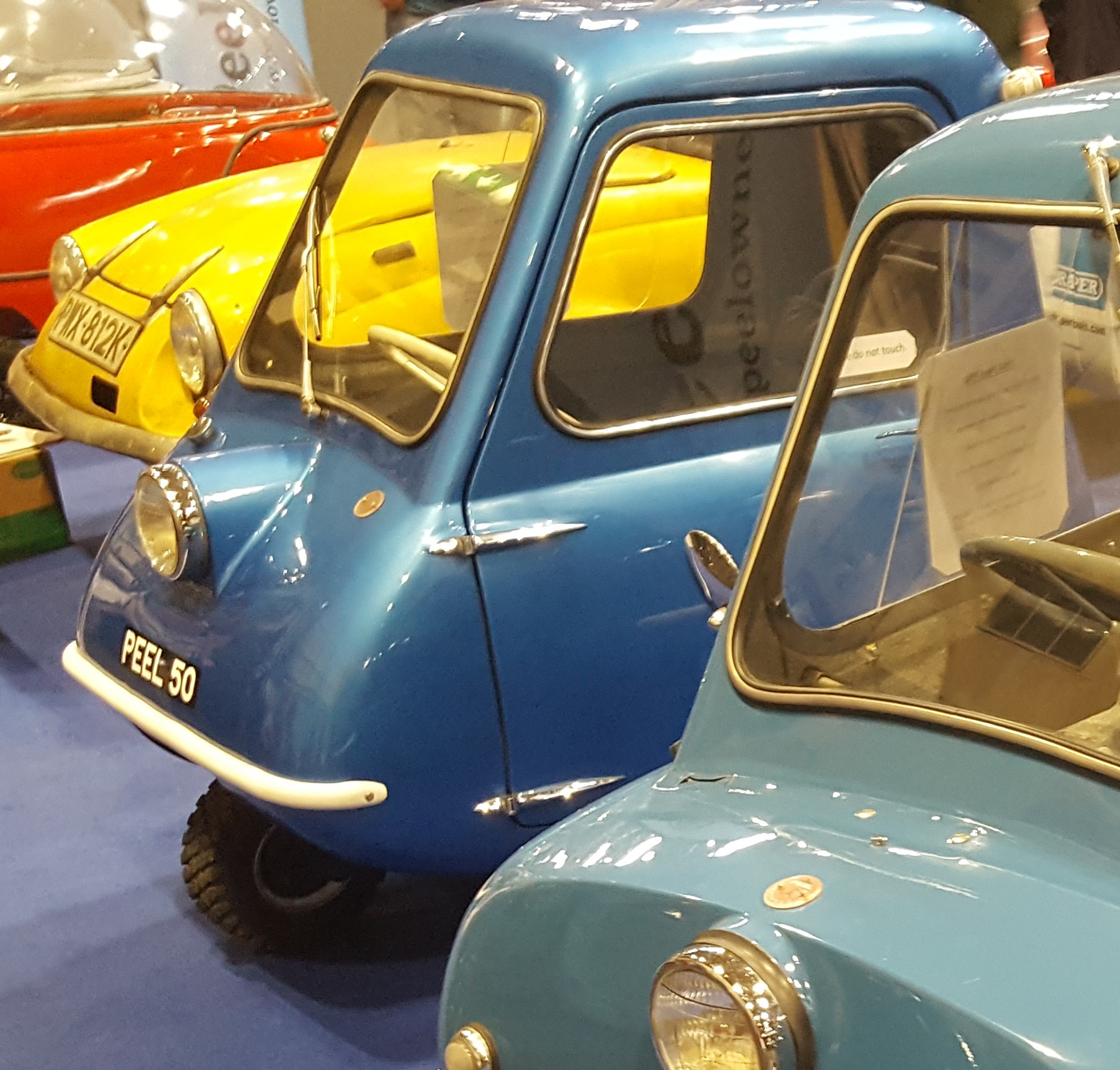
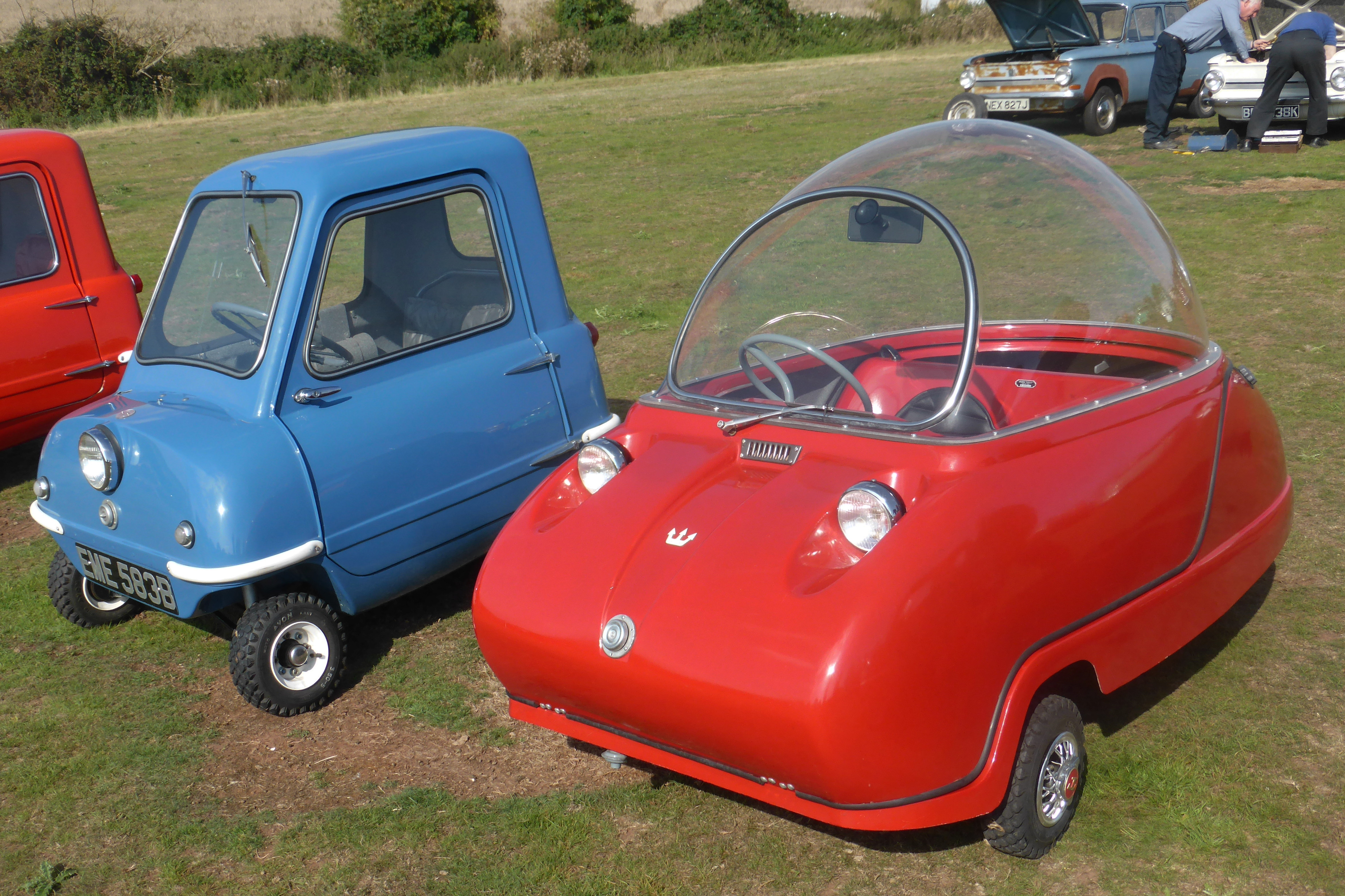
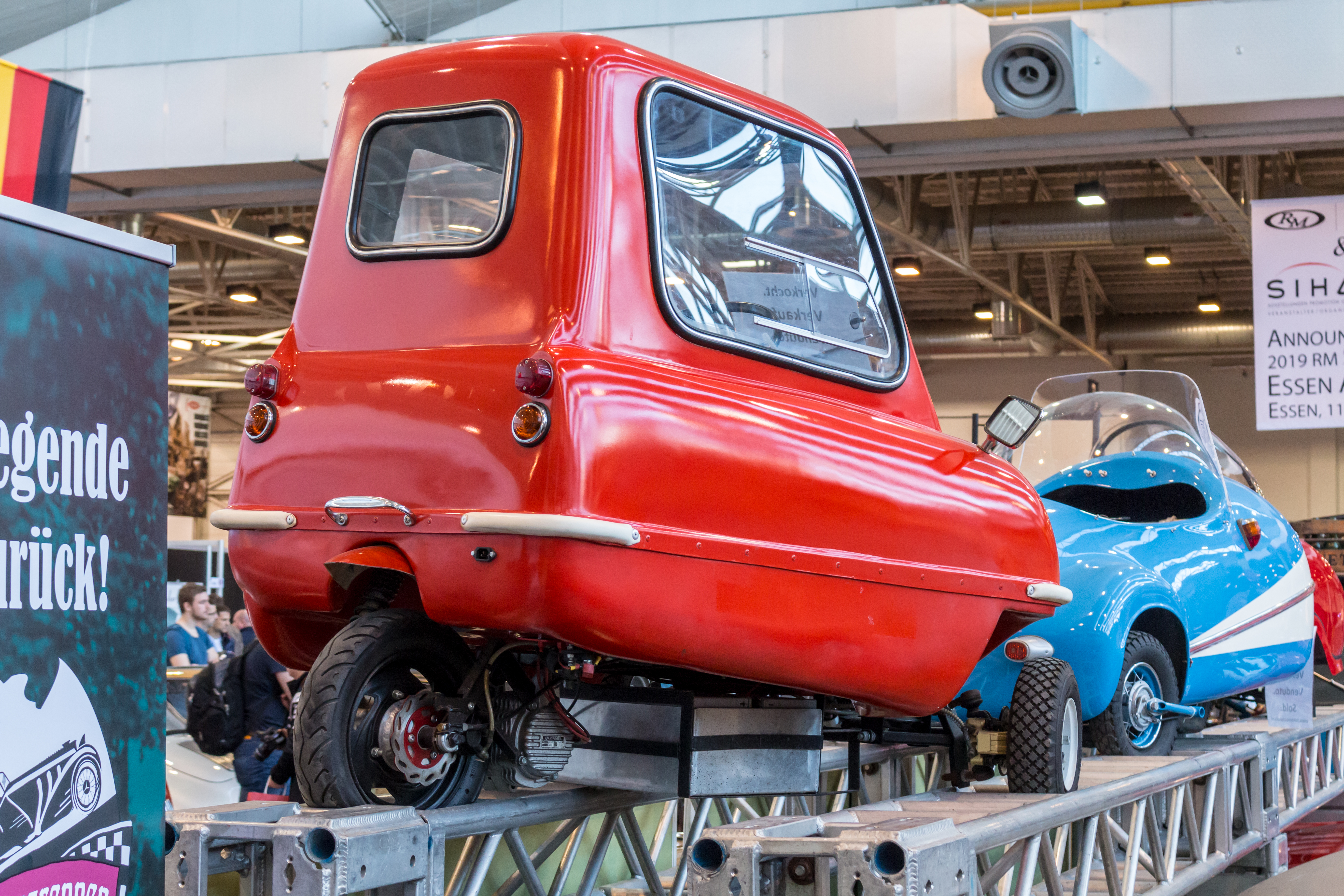
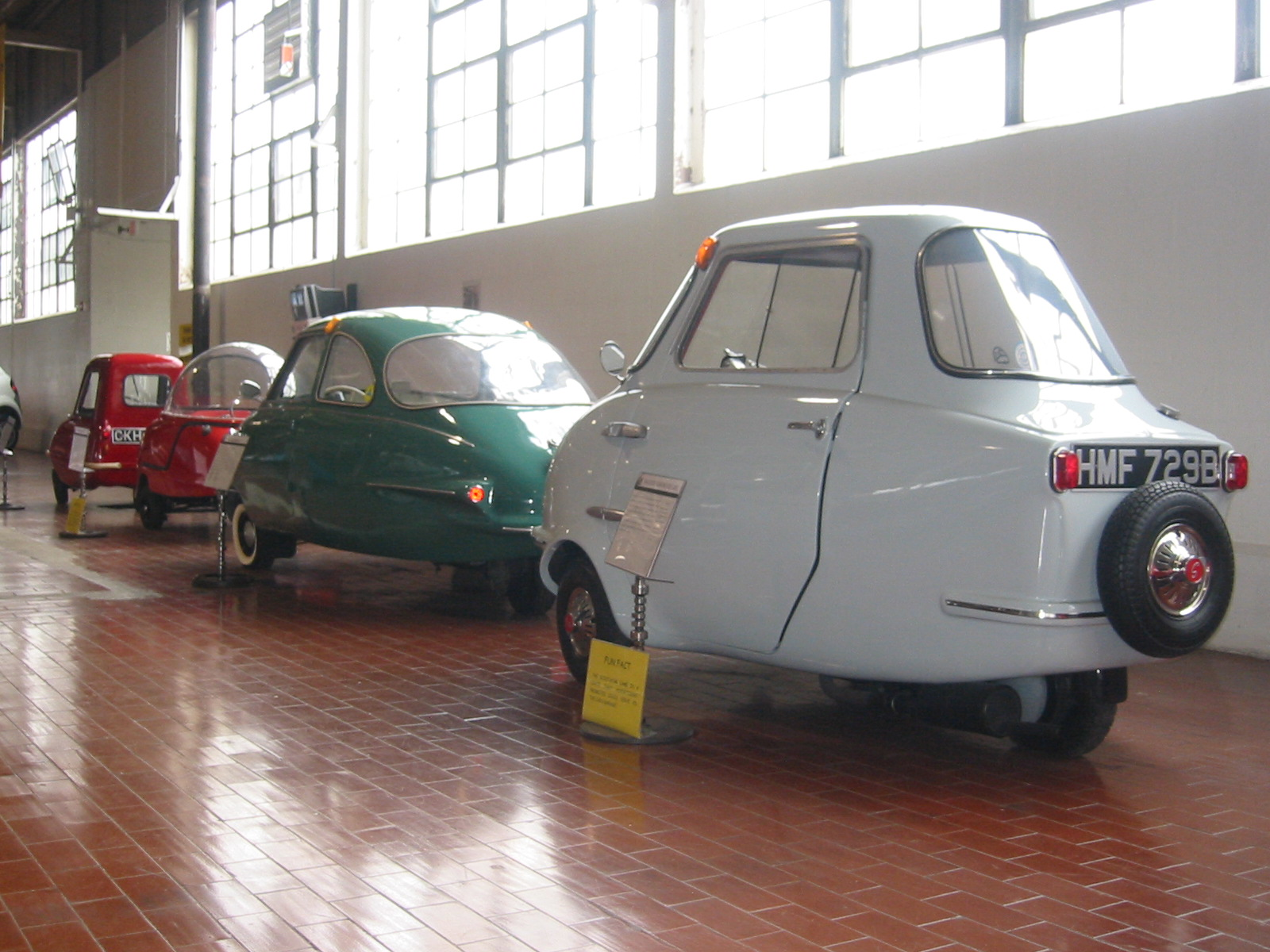
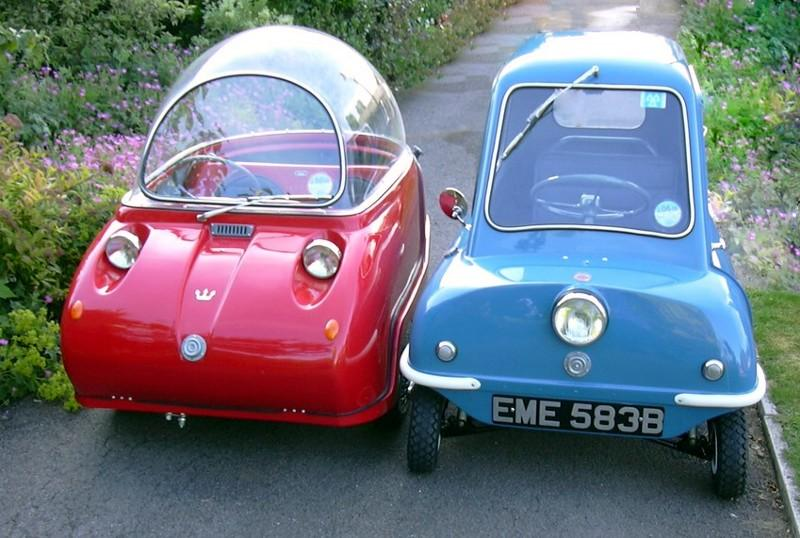
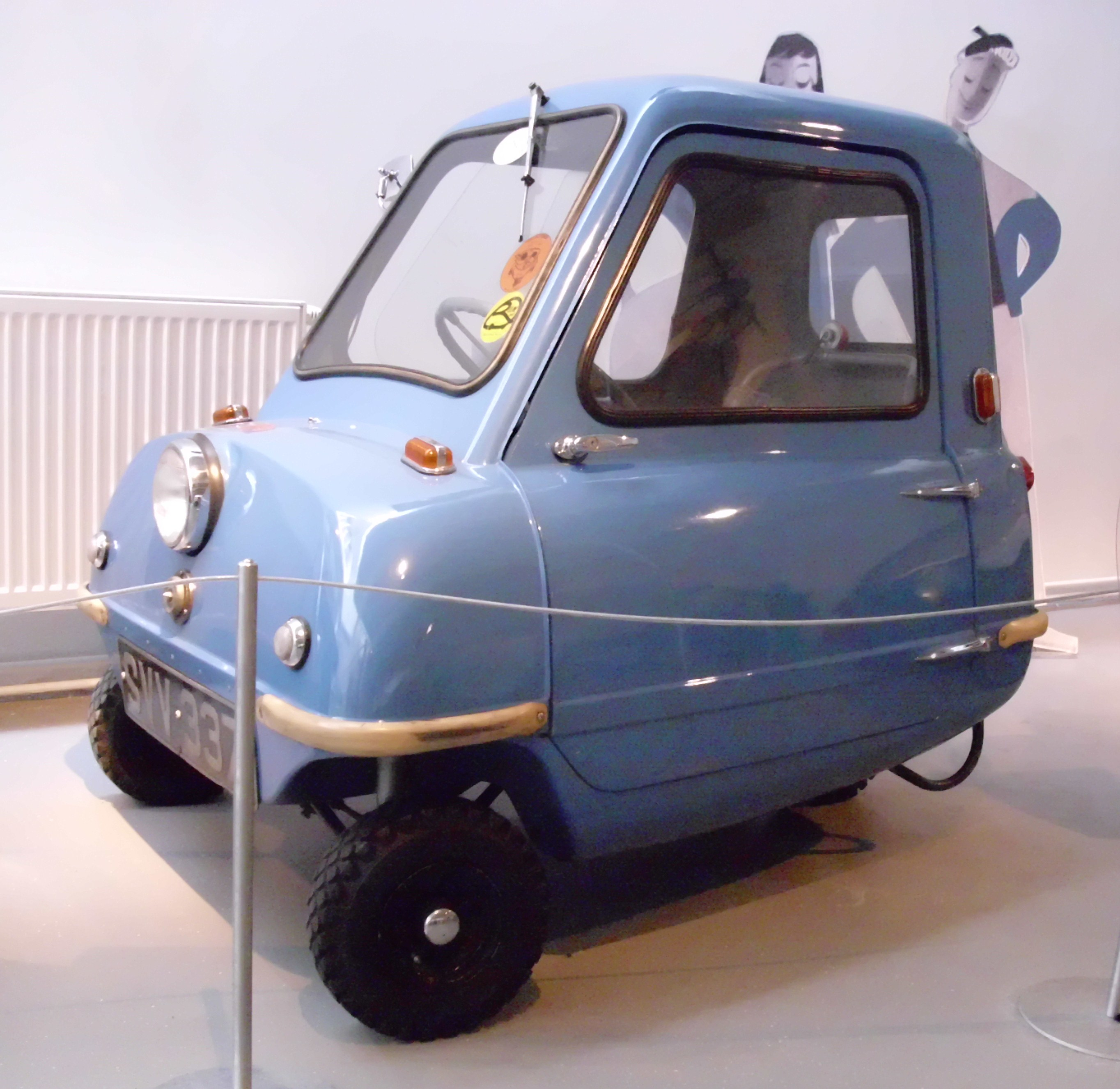
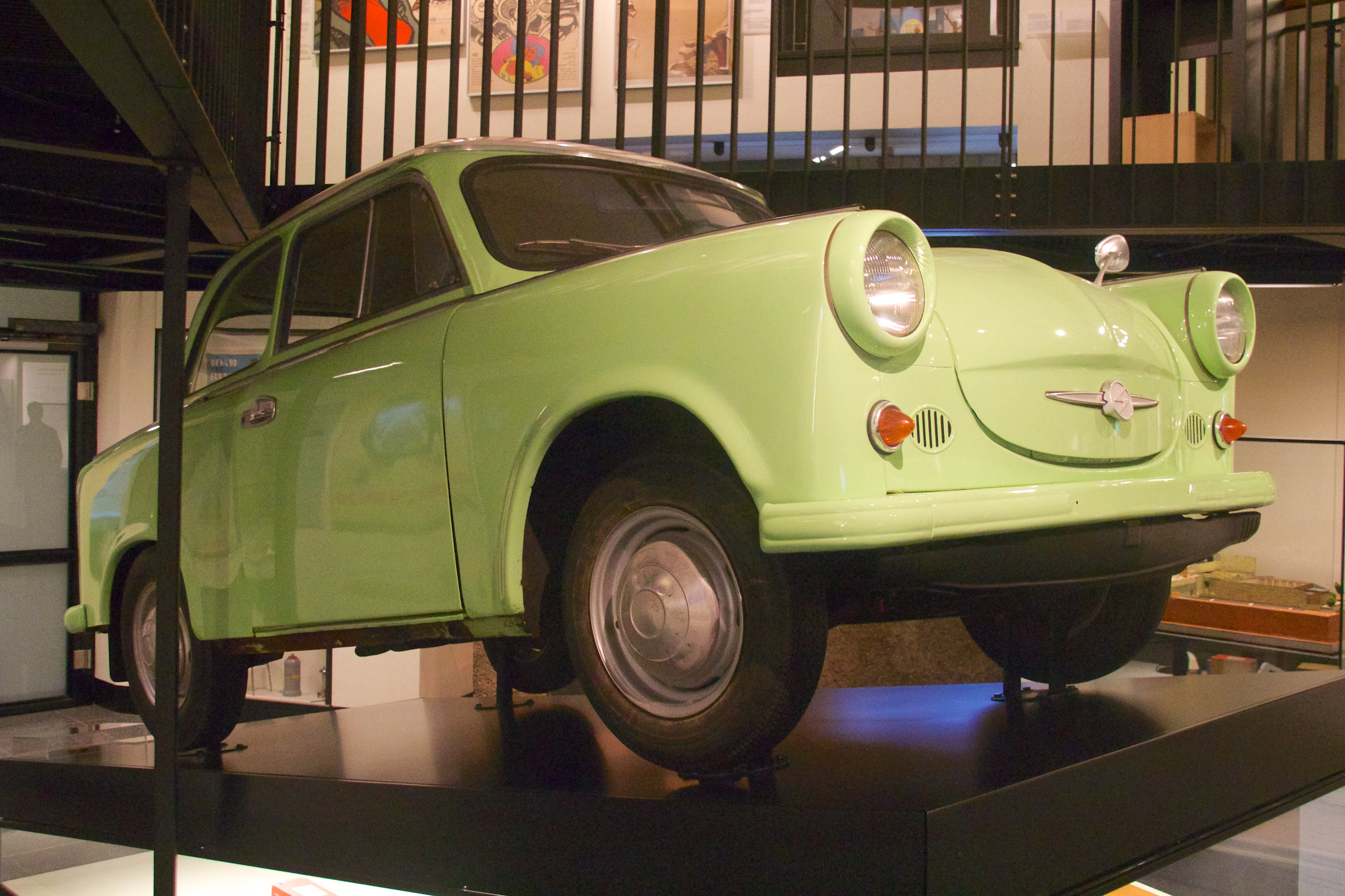
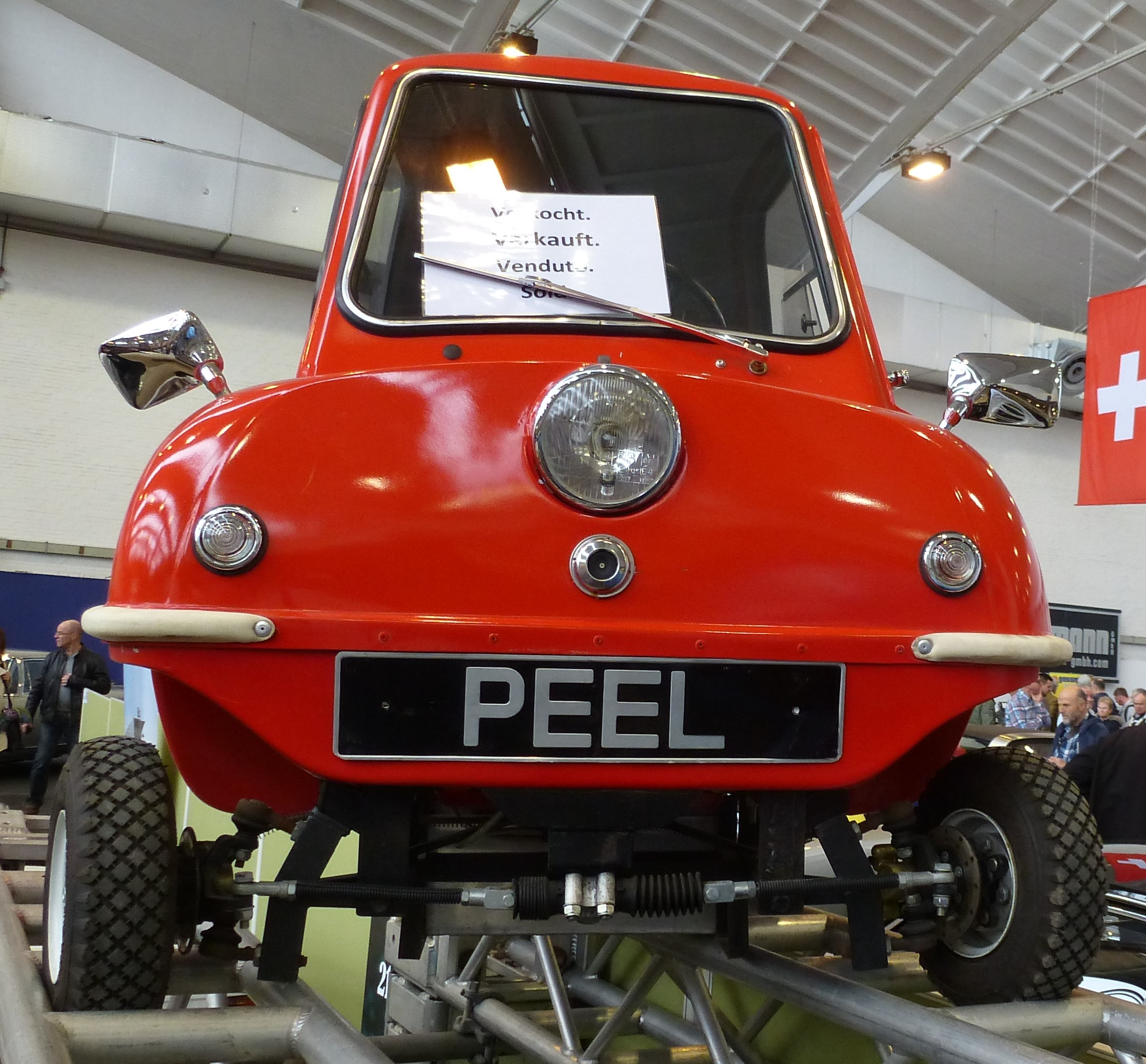